# Hymedesmia mannarensis
Hymedesmia mannarensis är en svampdjursart som beskrevs av Thomas 1970. Hymedesmia mannarensis ingår i släktet Hymedesmia och familjen Hymedesmiidae. Inga underarter finns listade i Catalogue of Life.